# John Muirhead Macfarlane
John Muirhead Macfarlane  (1855 — 1943) foi um botânico escocês radicado nos Estados Unidos.

## Biografia
Fez os seus estudos na Escócia antes de ocupar diversas posições acadêmicas na Universidade de Edimburgo. Emigrou para os  Estados Unidos, onde ensinou na  Universidade da Pensilvânia a partir de 1893, função que conservou até a sua aposentaria em 1920. Desempenhou um papel essencial na organização e no enriquecimento do jardim botânico desta universidade.